# 뉴랜즈 경기장

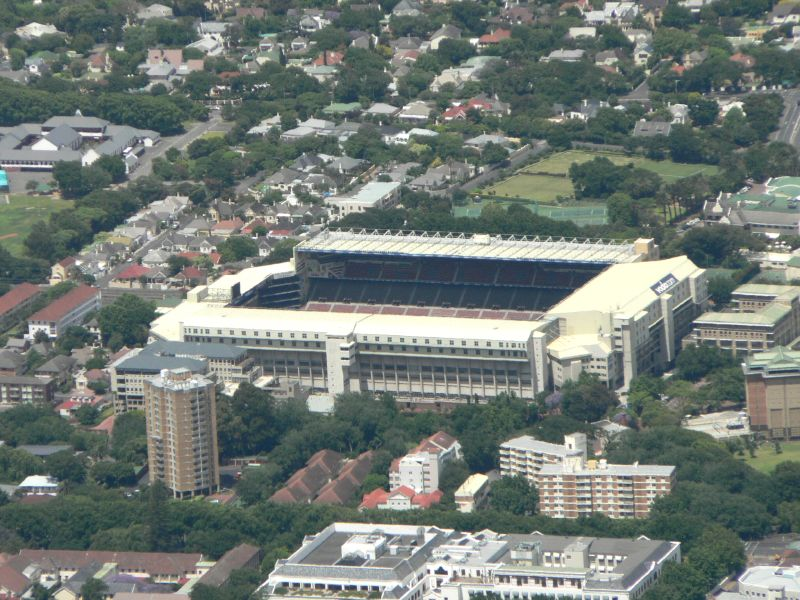
뉴랜즈 경기장

뉴랜즈 경기장(Newlands Stadium)은 1888년 개장한 남아프리카 공화국 케이프타운의 다목적 경기장이다. 주로 축구, 럭비 용도로 쓰이며, 수용 인원은 51,900명이다.